# Festival interceltique de Lorient 2024
La 53e édition du Festival interceltique de Lorient, qui se déroule du 12 au 18 août 2024 à Lorient, est un festival réunissant plusieurs nations celtes.
La fréquentation est estimée à plus de 650 000 visiteurs, dont 92 000 spectateurs pour la grande parade, un record.

## Préparation

### Pays invité
Exceptionnellement, lors de cette édition, aucune nation n'est mise à l'honneur,. Le Festival décide de mettre en avant la « jeunesse celte », un thème transversal à tous les pays.

### Programmation
Le 13 décembre 2022, les organisateurs du FIL apprennent (via une circulaire ministérielle portant sur les festivals, manifestations festives et événements sportifs de l'été 2024) que le festival pourra bien se dérouler en 2024 à condition que ses dates ne tombent pas sur celles des Jeux olympiques de Paris 2024. Ils décident de se positionner sur le créneau du 11 au 24 août, qui correspond à période intercalaire entre les jeux Olympiques et Paralympiques, avec un changement éventuel de formule dans laquelle le festival serait écourté à 8 jours. En mai 2023, le festival propose au ministère de l'Intérieur de réduire sa tenue à une semaine en débutant après les Jeux olympiques en raison des contraintes de mobilisation de gendarmes et policiers à Paris. Le Festival Interceltique de Lorient est finalement programmé du lundi 12 au dimanche 18 août 2024.

## Déroulé

### Couverture médiatique

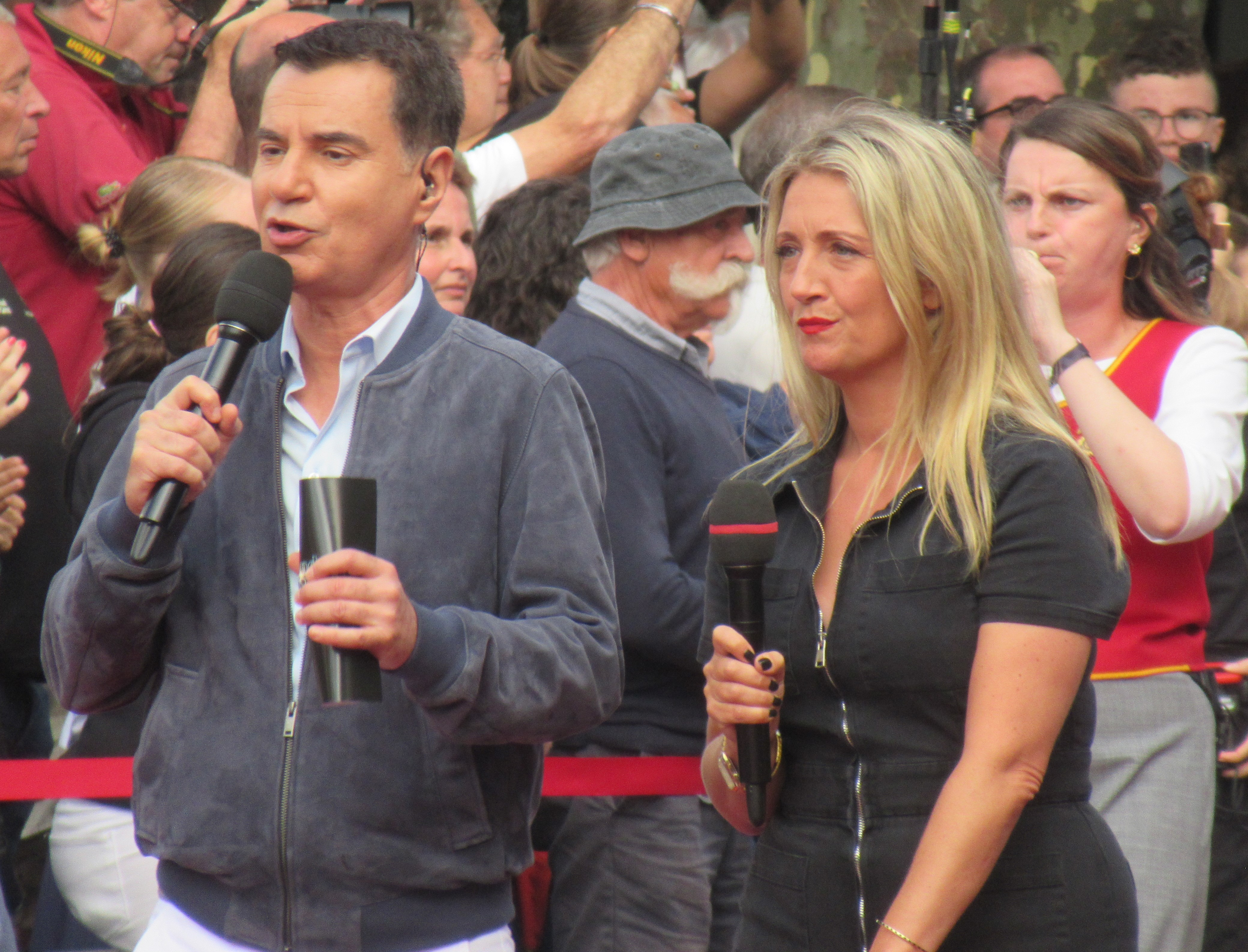
Laurent Luyat et Émilie Mazoyer lors de la grande parade.

Le festival fait l'objet de plusieurs programmations par la chaîne de télévision France 3, qui en est le partenaire depuis 2003. La Grande Parade diffusée en direct et commentée en langue bretonne sur son site internet, et en début d'après-midi commentée par Émilie Mazoyer et Laurent Luyat à la télévision, le jour même de sa captation, attire 963 000 téléspectateurs pour 12,6 % de part de marché. « Le Grand Spectacle », dont l'enregistrement est réalisé les 12 et 13 août, est présenté par Cyril Féraud au stade du Moustoir et diffusé en prime time le 18 août. Il attire 1,73 millions de téléspectateurs avec une part de marché de 10,1 %, au troisième rang ce soir-là.
France 3 diffuse aussi via son site internet et ses réseaux sociaux plusieurs spectacles en direct comme la finale du championnat national des bagadoù.  
Présent pour la première fois sur le festival, le dessinateur Alain Rémy, alias Gaston, réalise pendant toute la durée de l'évènement une retranscription sous forme d'une bande dessinée, publiée en juillet 2025 aux éditions Rouquemoute.

### Grande parade

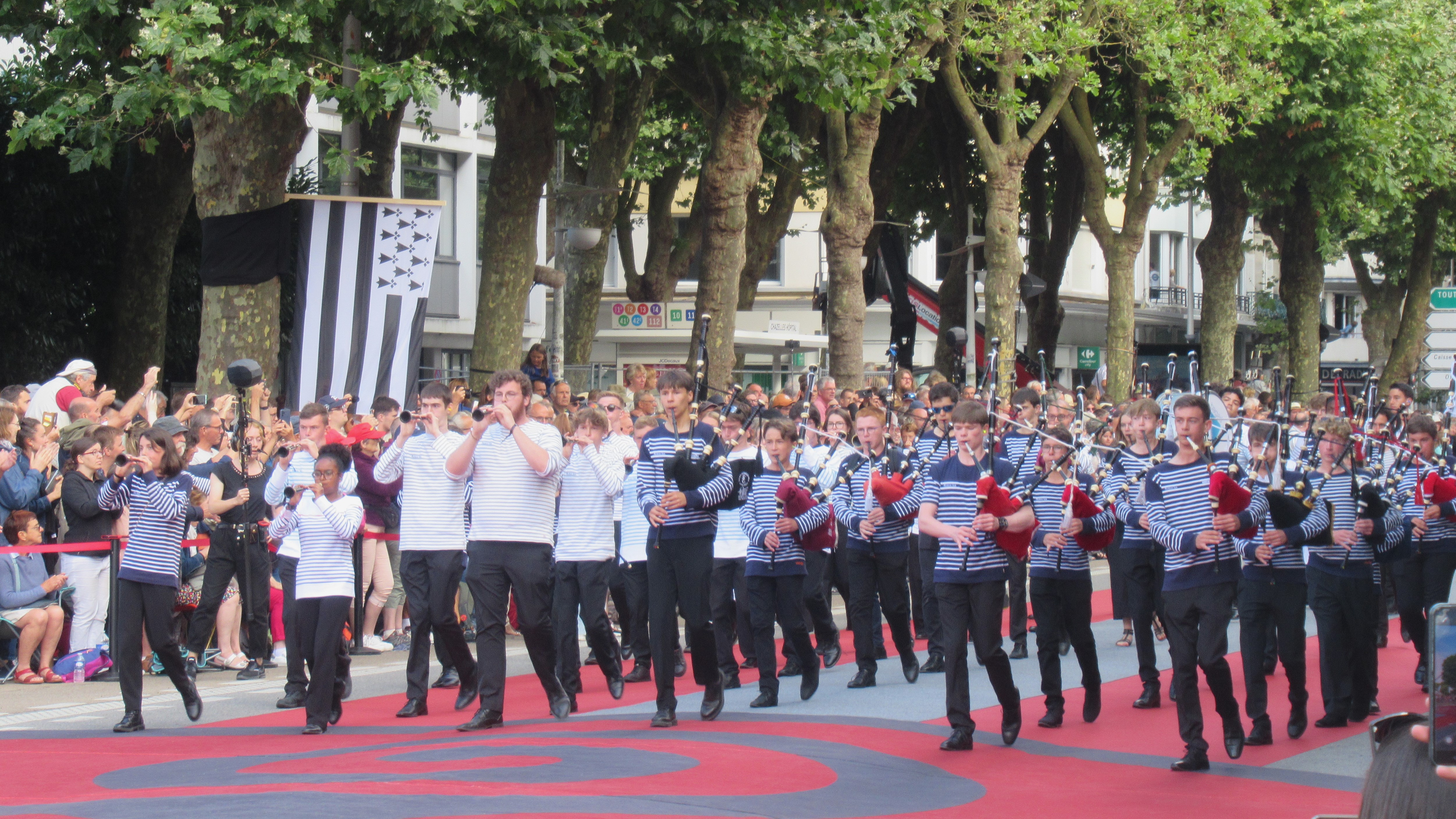
Bagad Sonerion des jeunes pendant la grande parade.

La « Grande parade des nations celtes » se déroule dans la matinée du jeudi 15 août.
Près de 1 500 jeunes danseurs et musiciens de tous les pays celtes y participent, dont à nouveau des centaines d'enfants de cercles celtiques de la confédération Kenleur, accompagnés de poupées bretonnes géantes, symbolisant les cinq grands terroirs de Bretagne.
Une centaine d'élèves bilingues issue de treize classes d'écoles du Pays de Lorient membres du collectif Bao (écoles bilingues publiques, privées, Diwan) a préparé des chansons en breton mises en musique et répétées via le projet Yaouankiz er Vro.

### Concours

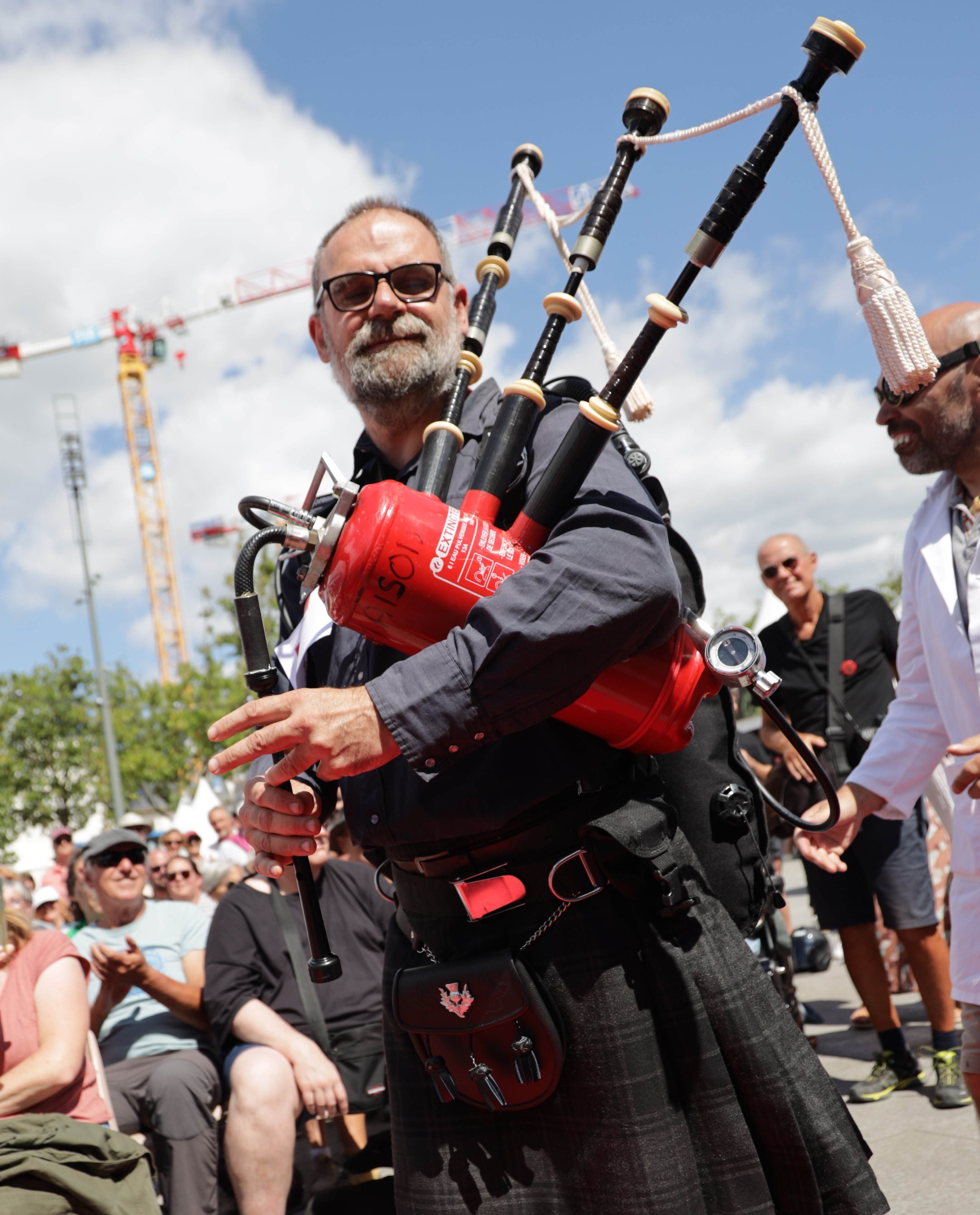
Participant de kitchen music lors de cette édition.

Les concours de solistes récompensent lors de cette édition Diego Lobo (Trophée Mac Crimmon de gaïta), Brendon Eade (Trophée Mac Crimmon de Highland Bagpipe), Hélori Saou (Trophée Botuha), Cameron MacDougall (Concours International de Pibroc'h), Luc Maillat  (Kitchen Music Lancelot), Fiona Black (Concours accordéon), et Christophe Guillemot (Trophée de harpe celtique Camac).
Plusieurs concours de groupes sont organisés. Le 28e « trophée Matilin an Dall » regroupe des couples de sonneurs, jugés par cinq juges au palais des congrès. Il est remporté par Erwan Hamon et Sylvain Leroy. Un prix du public est décerné à Louri Derrien et Elouan Le Sauze. Le « Trophée de Musique Celtique Loïc Raison » rassemble des sélectionnés lors de l'année par des concours qualificatifs. Ceux-ci passent tous les soirs de la semaine. Les quatre finalistes jouent le second samedi du concours. Le Gall-Soubigou Quintet (Bretagne) s'impose face à Feis Rois Ceildh Trail (Ecosse), Strak (Bretagne), et Smooinaght (Ile de Man).
Le championnat national des bagadoù voit le Bagad Cap Caval remporter l'épreuve de Lorient, et s'imposer au général. Dans le festival off, le Trophée Irène Le Mentec récompense Morgan Cosquer en joutes, et Yves Guével en bombarde solo.

### Concerts

#### Espace Jean-Pierre Pichard

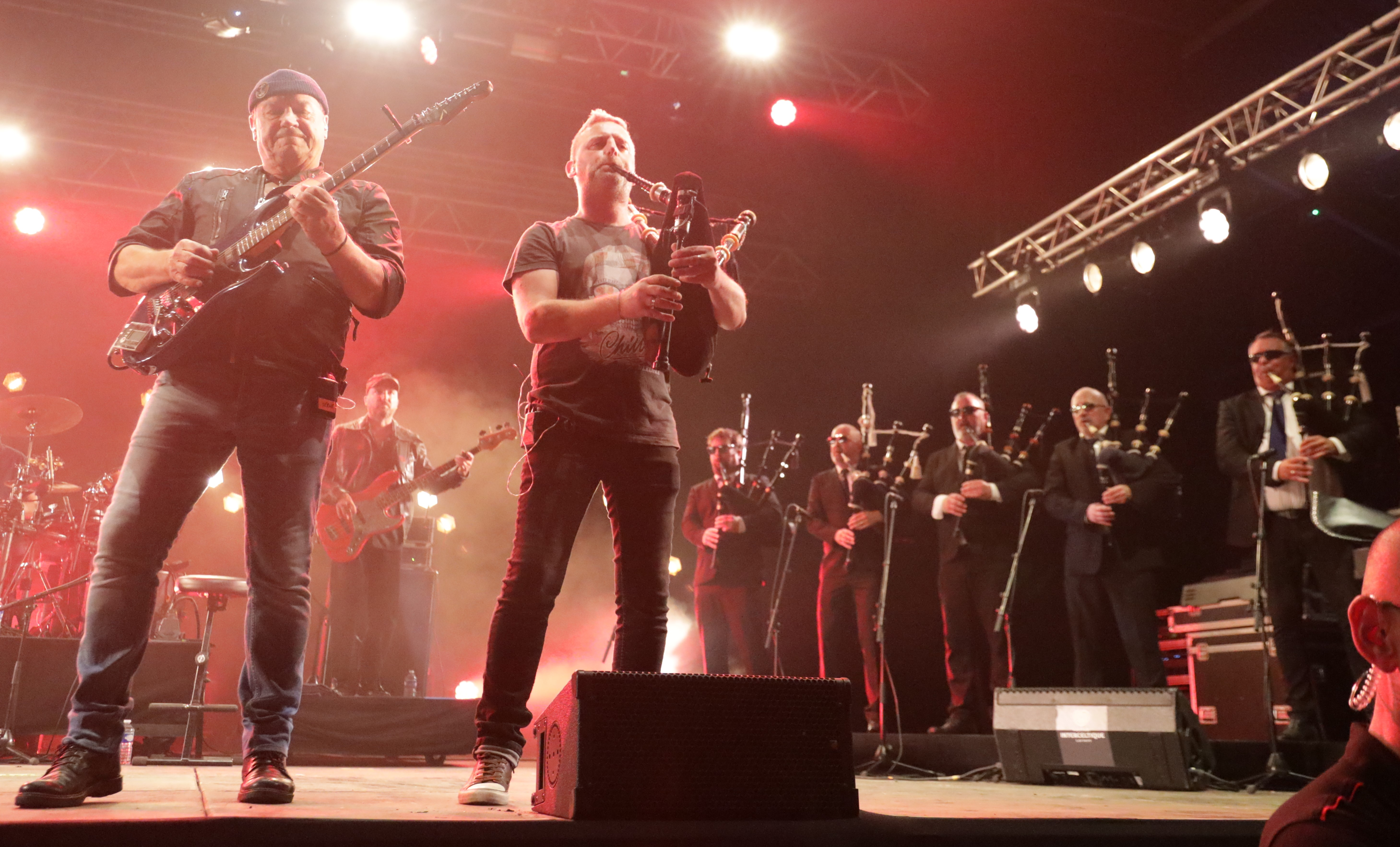
Soldat Louis avec les Men in Black Pipe en concert.

3 soirées ont lieu à l'espace Jean-Pierre Pichard : une soirée rock celtique baptisée « Bouge ton celte ! » le jeudi 15 août avec The SIDH, Celkilt et  les Ramoneurs de menhirs, le groupe lorientais Soldat Louis le 16 août avec le groupe gallois NoGood Boyo en première partie et Matmatah le samedi 17 août. Ces trois soirées ont affiché complet.

#### Théâtre de Lorient et place des nations celtes
Le journal Le Monde retient la prestation du violoniste Duncan Chisholm lors de la Grande Nuit de l'Écosse le 12 août.

#### Quai de la Bretagne

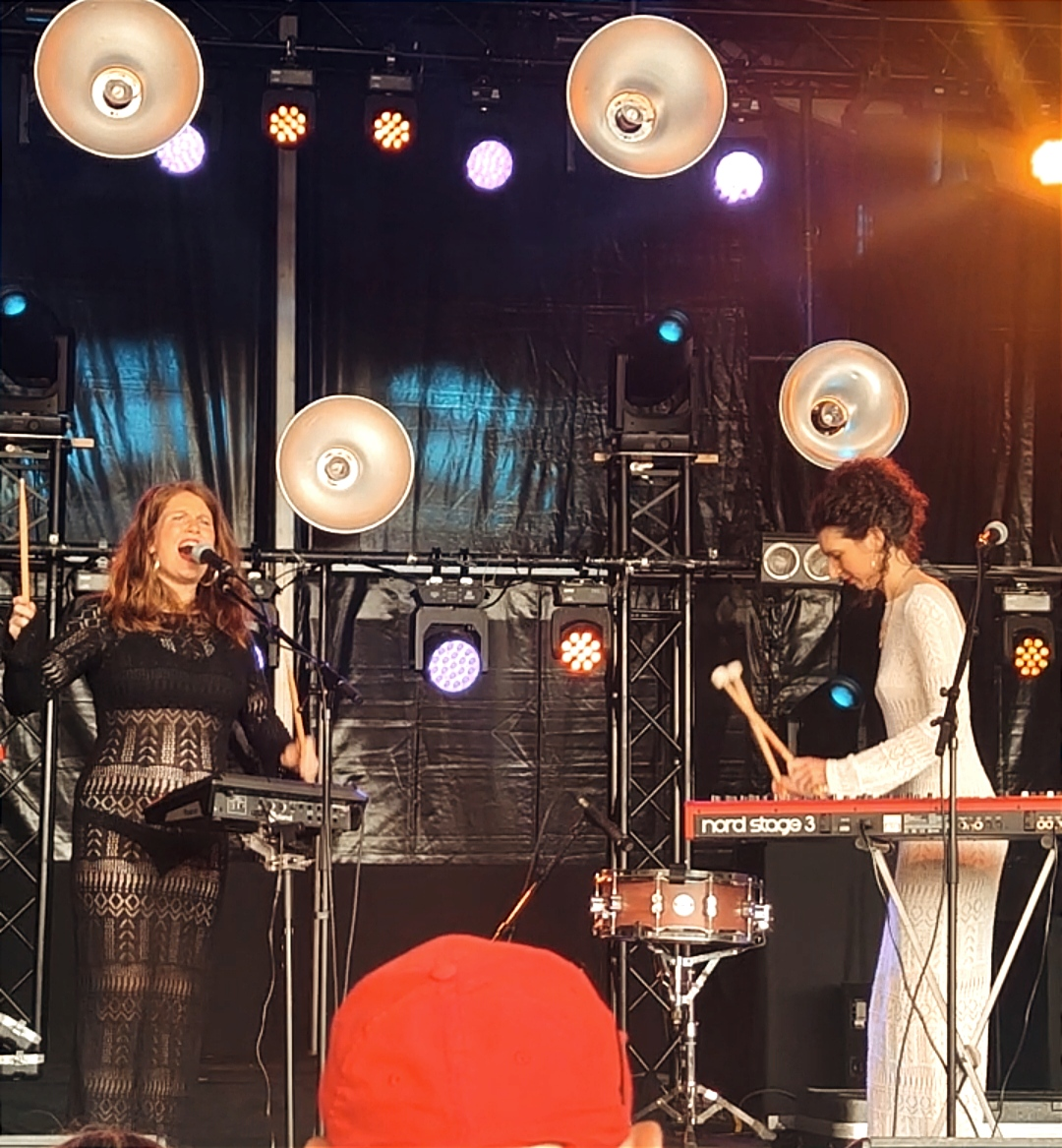
Emezi en concert en journée
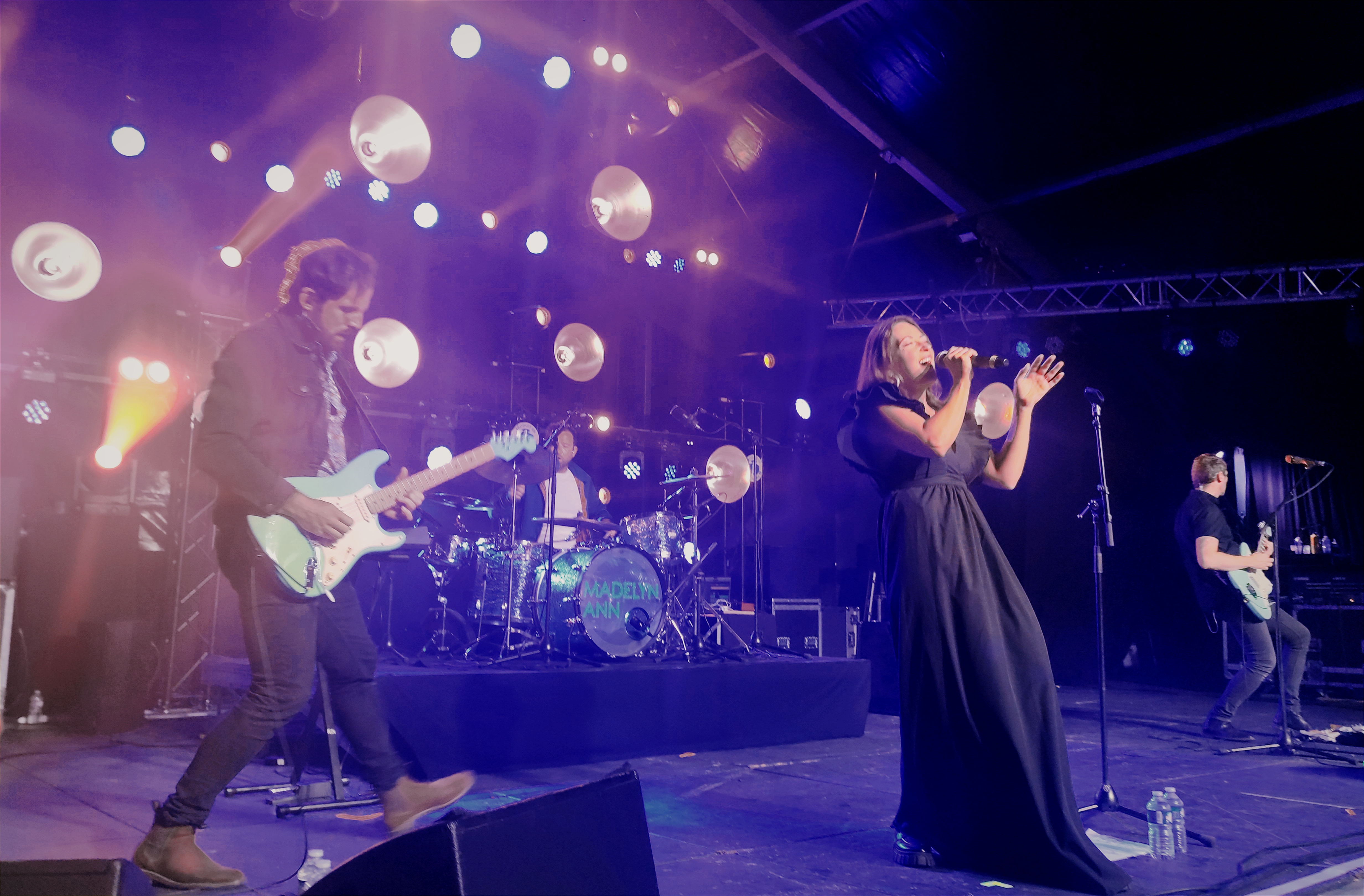
Madelyn Ann (br) en concert pour la soirée d'ouverture Produit en Bretagne.
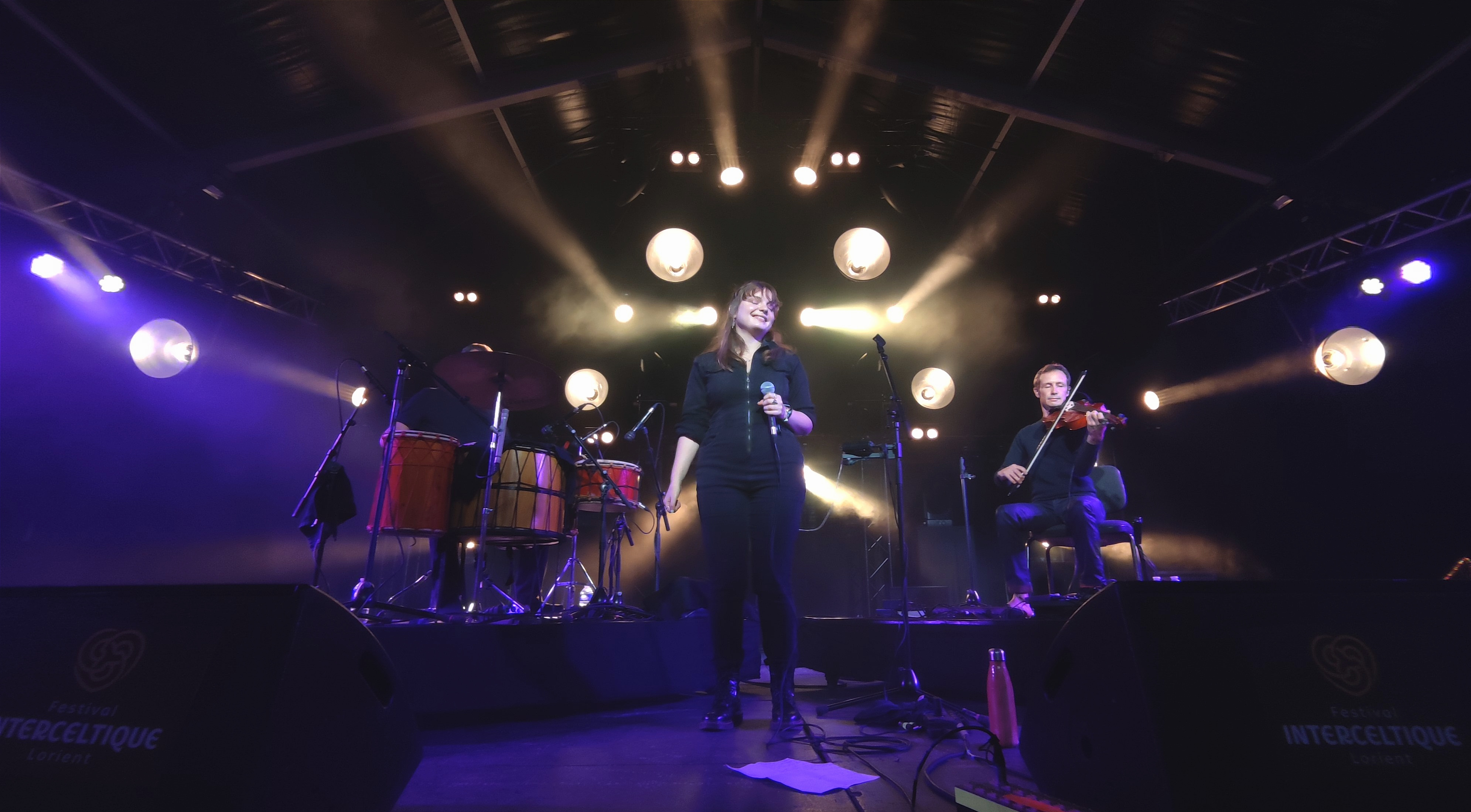
Marine Lavigne (br) en fest-noz avec son groupe Seim.

## Bilan

### Fréquentation
Les organisateurs du festival communiquent le chiffre de 650 000 festivaliers présents lors des sept jours de cette édition 2024, en excluant du décompte les activités week-end précédant le début du festival. 95 242 badges de soutien et 64 383 billets de concerts ont été vendus. Dans le détails la grande parade a compté près de 92 000 spectateurs, dont 12 000 au stade du Moustoir. La plupart des concerts organisés au Théâtre de Lorient ont affiché complets (dont celui de Carlos Núñez, et la « Celtic Odyssée » de Ronan Le Bars), tout comme ceux  de l'espace Marine-Jean-Pierre-Pichard (soirée « Bouge ton Celte », Soldat Louis, et Matmatah). La jauge maximale du Kleub a aussi été atteinte la plupart des soirs. La fréquentation est cependant pénalisée par un épisode pluvieux qui touche dans discontinuer la région de Lorient pendant 25 heures, du jeudi soir au vendredi.

### Données économiques
Une étude publiée en 2024, menée par le cabinet d'études Gece et l'agence de développement Audélor, estime les retombées économiques à environ 35,6 millions d'euros en 2023, contre 24 millions en 2017, avec une progression des dépenses cumulées de l'organisateur et des festivaliers de près de 50 % en six ans.
Le bilan financier de cette édition est publié lors de l'assemblée générale du 17 mai 2024. Un exercice déficitaire de 111 256 € est enregistré, sur un budget final de 7 138 811 €. Le bureau parle à cette occasion de situation saine, et de déficit absorbable car ne représentant que 1,5 % du budget. Cette présentation est critiquée les jours suivants dans la presse par Hervé Cornic, ancien directeur général des services de Lorient Agglomération, et ancien administrateur et président du Fonds de dotation du festival. Ce dernier pointe lui un déficit structurel de l'association, et une baisse importante des fonds propres,.